# 王泽锦
王泽锦（1999年2月8日—），中国福建省泉州市人，围棋职业六段棋手。他2012年入段，2016年9月升为五段，2018年3月升为六段
。他获2013年世界青少年围棋锦标赛青年组冠军，2015年第2届梦百合杯16强，2017年首届吴清源杯亚军。

## 国内比赛成绩
2017年5月进入第19届阿含桐山杯本赛，本赛首轮负于柁嘉熹。2017年11月在首届吴清源杯连胜沈沛然、杨润东、赵晨宇、何旸进入决赛，决赛中负于伊凌涛，获得亚军。

## 国际比赛成绩
2013年8月在第30届世界青少年围棋锦标赛青年组比赛中以全胜战绩夺冠。2015年第2届梦百合杯预选赛连胜汪逸尘、金起用、牛雨田进入本赛64强。本赛首轮爆冷战胜韩国棋手、世界冠军金志锡，次轮再胜杨楷文，进入16强。后负于柯洁。2016年第3届百灵杯预选赛连胜王翎宇、谢赫、李昌锡进入本赛64强，本赛首轮负于陈耀烨。